# Epiplema plagifera
Epiplema plagifera är en fjärilsart som beskrevs av Butler 1881. Epiplema plagifera ingår i släktet Epiplema och familjen Uraniidae. Inga underarter finns listade i Catalogue of Life.